# Ærøbanen
Ærøbanen var en jernbane eller nok mere korrekt en havnebane på Ærø, der strakte sig fra færgelejet i Ærøskøbing til gartneriet Paradishaven i Ærøskøbing, som lå i nærheden af færgelejet. 

## Historie
Den 17. juli 1931 indviede Dampskibsselskabet Ærø DS Ærø jernbanefærgen mellem Svendborg og Ærøskøbing og den korte havnebane blev oprettet. Færgeselskabet ejede et par vogne, men ingen lokomotiver. Indtil 1980erne kunne der på havnebanens areal holde helt op til 14-16 godsvogne..
Banen blev af ærøboerne kaldt verdens længste jernbane, fordi den gik fra Ærøskøbing havn og helt til paradiset. 

### Planlagt udvidelse
Helt frem til 1929 blev der arbejdet med planer om at etablere en ca. 30 kilometer lang jernbanestrækning på Ærø, der skulle gå fra Marstal gennem Ærøskøbing til Søby. Fra Marstal skulle der være jernbanefærge til Rudkøbing på Langeland. Fra Ærøskøbing og Søby skulle der være jernbanefærge til hhv. Svendborg og Faaborg på Fyn. Disse planer blev dog aldrig ført ud i livet.

### Nedlæggelse
Sejladsen fra Svendborg med jernbanevogne ophørte i 1995. I dag er der ingen spor fra den gamle havnebane - ud over enkelte synlige revner i asfalten hvorunder skinner stadig ligger. Syd for Netto i Ærøskøbing stod der i en periode en af færgeselskabets vogne. Vognen blev i nogle år brugt af Ærø Jernbanemuseum, der havde plancher om den smalsporede jernbane, der var planlagt på Ærø i 1910'erne. Vognen blev også brugt til mindre udstillinger af lokale kunstnere. I oktober 2012 besluttede Ærø Kommune sig for at anvende arealet til andet formål, og vognen blev solgt på en auktion og transporteret til Fyn. Den sidste udstilling inde i vognen, der indeholdt fotos fra jernbanens historie, blev overladt til Ærøskøbing Museum.
54°53′29.23″N 10°24′39.91″Ø / 54.8914528°N 10.4110861°Ø